# Iphiaulax erythrus
Iphiaulax erythrus är en stekelart som först beskrevs av Henry Lorenz Viereck 1905.  Iphiaulax erythrus ingår i släktet Iphiaulax och familjen bracksteklar. Inga underarter finns listade i Catalogue of Life.